# Cratere Trumpler (Marte)
Trumpler è un cratere sulla superficie di Marte.
Il cratere è dedicato all'astronomo statunitense Robert Julius Trumpler.